# Skien
Skien je grad i središte istoimene općine u norveškom okrugu Telemark čije je i središte. 

## Zemljopis
Grad se nalazi u istočnoj Norveškoj u regiji Østlandet (Istočna Norveška).

## Stanovništvo
Prema podacima o broju stanovnika iz 2007. godine u općini živi 50.595 stanovnika.

## Gradovi prijatelji
- Island - Mosfellsbær
- Njemačka - Rendsburg
- SAD - Minot
- Danska - Thisted
- Švedska - Uddevalla
- Finska - Loimaa
- Estonija - Jõhvi
- Rumunjska - Bacău
- Rusija - Belozjorsk
- Italija - Sorrento
- Palestina - Khan Younis

## Poznate osobe
- Henrik Ibsen, norveški književnik
- Svein Mønnesland, norveški slavist

## Vanjske poveznice
- Službene stranice općine

### Ostali projekti
|  | Zajednički poslužitelj ima još gradiva o temi Skien |